# Schwedt/Oder
Schwedt/Oder – miasto w północno-wschodniej części Niemiec, w kraju związkowym Brandenburgia, w powiecie Uckermark, nad Odrą, przy granicy z Polską. Leży około 45 kilometrów na południowy zachód od Szczecina i 85 kilometrów na północny wschód od Berlina. Miasto leży w bezpośrednim sąsiedztwie parku narodowego Doliny Dolnej Odry.
Pod względem liczby mieszkańców jest największym miastem w powiecie, na dzień 31 grudnia 2020 Schwedt/Oder zamieszkiwane było przez 29 433 mieszkańców.

## Toponimia
Nazwa pochodzenia słowiańskiego, poświadczona w źródłach średniowiecznych w formie Scwet (1265), Zuet (1269), Zweth (1271), Zswet (1295), Zweth (1321), Sweit (1354), Sweet (1373), Swet (1375). Rekonstruowana połabska forma *Svět od *svět „światło”. Formy spolszczone: Świeć, ew. Świecie nad Odrą, Świecie Odrzańskie.

## Historia

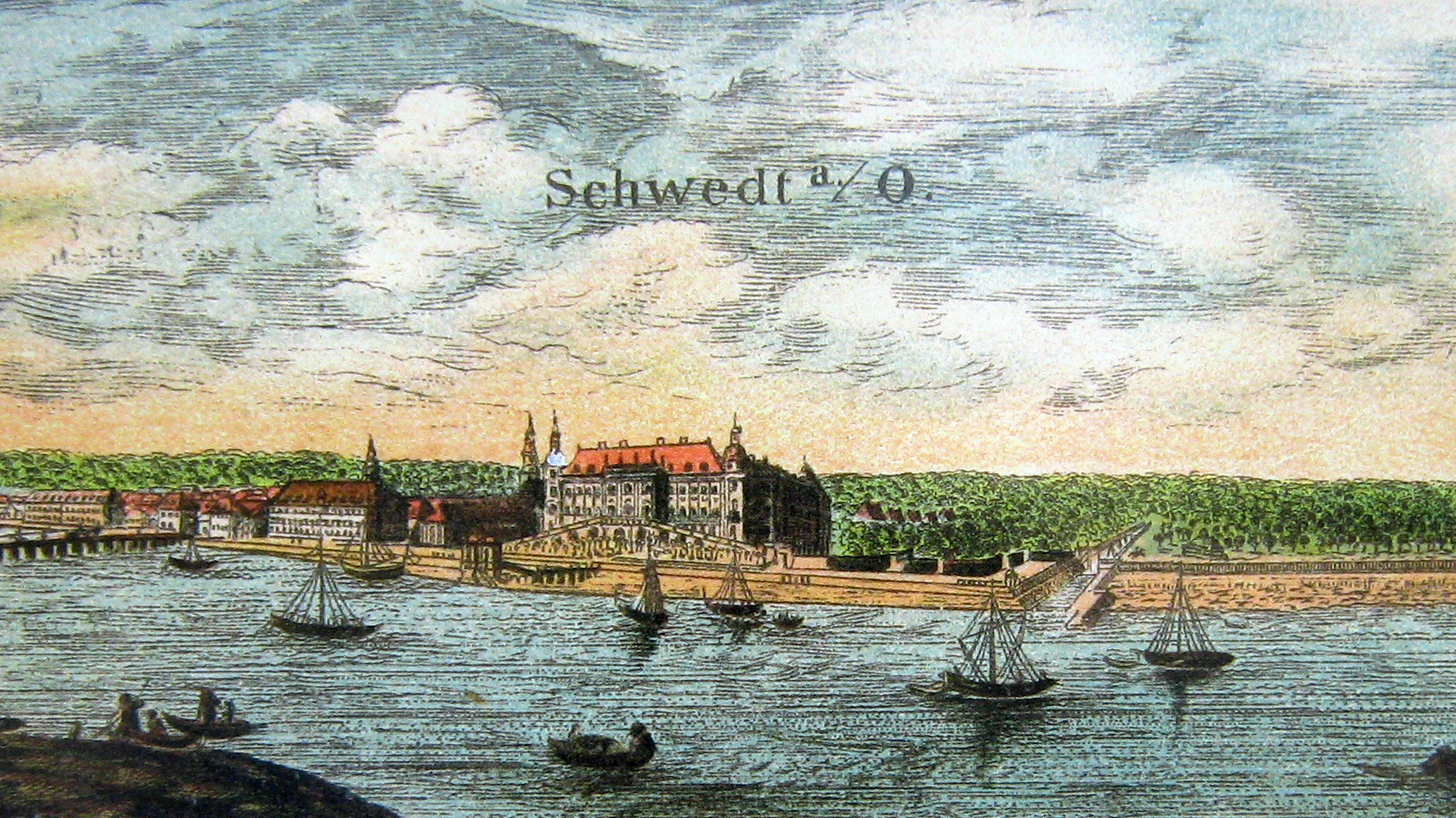
Zamek w 1669 r.

Zbudowane w miejscu słowiańskiej osady. Od XII wieku stanowiło przedmiot sporów pomiędzy Marchią Brandenburską a księstwem pomorskim. W 1354 r. zostało przekazane przez margrabiego Brandenburgii Ludwika VI Rzymianina Pomorzu. W 1434 r. bezskutecznie oblegane przez elektora brandenburskiego Fryderyka I.
W 1481 r. miejscowość zakupił hrabia Johann von Hohnstein. W latach 1513 i 1587 odnowiono prawa miejskie. W 1609 r. wygasła tutejsza linia Hohnsteinów, a w trakcie wojny trzydziestoletniej miasto zostało przeszło 30-krotnie splądrowane. W 1631 roku w mieście rozbił obóz król szwedzki Gustaw II Adolf przed bitwą pod Breitenfeld. W 1637 zostało podpalone przez szwedzkie wojska pod wodzą Johana Banéra. W latach 1689–1788 miasto było siedzibą bocznej linii margrabiów Brandenburgii, po czym znalazło się pod kontrolą Królestwa Prus. W 1871 r. zostało częścią zjednoczonych Niemiec.
Znacznie zniszczone w 1945 r. podczas II wojny światowej. Po wojnie znalazło się w radzieckiej strefie okupacyjnej Niemiec, z której w 1949 utworzono NRD. Schwedt został miastem na prawach powiatu w okręgu Frankfurt nad Odrą i był prężnie rozwijającym się ośrodkiem przemysłowym. Najważniejszymi gałęziami przemysłu były przemysł naftowy, zakład produkcji papieru oraz fabryka obuwia. W czasach NRD w Schwedt znajdowało się ponadto jedyne więzienie wojskowe w kraju.
Od 1990 roku leży w granicach Republiki Federalnej Niemiec. W późniejszych latach do miasta przyłączono szereg wsi: w 1993 Blumenhagen, Gatow i Kunow, w 1998 Kummerow, w 2001 Criewen i Zützen, w 2002 Stendell, w 2003 Hohenfelde. 26 października 2003 przyłączono także miasteczko Vierraden. 1 stycznia 2021 do miasta przyłączono gminę Schöneberg, która stała się automatycznie jego dzielnicą. 19 kwietnia 2022 przyłączono kolejne trzy gminy – Berkholz-Meyenburg, Mark Landin i Passow oraz powierzono miastu Schwedt współzarządzanie gminą Pinnow.
W roku 1990 miasto liczyło prawie 54 tysiące mieszkańców, w roku 2005 – 37,3 tys., natomiast w roku 2018 liczba mieszkańców spadła poniżej 30 tys. Ogromna liczba pustostanów spowodowała, że wyburzono całe osiedla mieszkalne.

## Zabytki
- Kościół francuski z lat 1777–1779 w stylu rokokowym, współcześnie sala koncertowa
- Kościół rzymskokatolicki pw. Wniebowzięcia Najświętszej Maryi Panny, neogotycki, wybudowany w latach 1895–1898
- Kościół luterański św. Katarzyny z lat 1887–1890, zniszczony w 1945, odbudowany w latach 1951–1956
- Fragment murów miejskich
- Młyn miejski z końca XIX w., neogotycki
- Gmach sądu z końca XIX w., neogotycki
- Wieża ciśnień z 1911 r.
- Mykwa z 1862 r.
- Budynek Muzeum Miejskiego (Stadtmuseum)
- Ruiny zamku z XIII w. w Vierraden
- Ratusz w Vierraden
- Młyn w Vierraden
- Kościół św. Krzyża z 1788 r. w Vierraden (od 1945 w ruinie)
- Pałac w Criewen z 1746 r., przebudowany w latach 1818 i 1910
- Kościół w Criewen z 1822 r.
- Kościół w Kunowie z XIII w. w stylu romańskim
- Kościół luterański w Kummerowie
- Kościół z XIII w. w Zützen, później przebudowywany
- Kościół luterański w Stendell
- Dom celny w Stendell

## Gospodarka

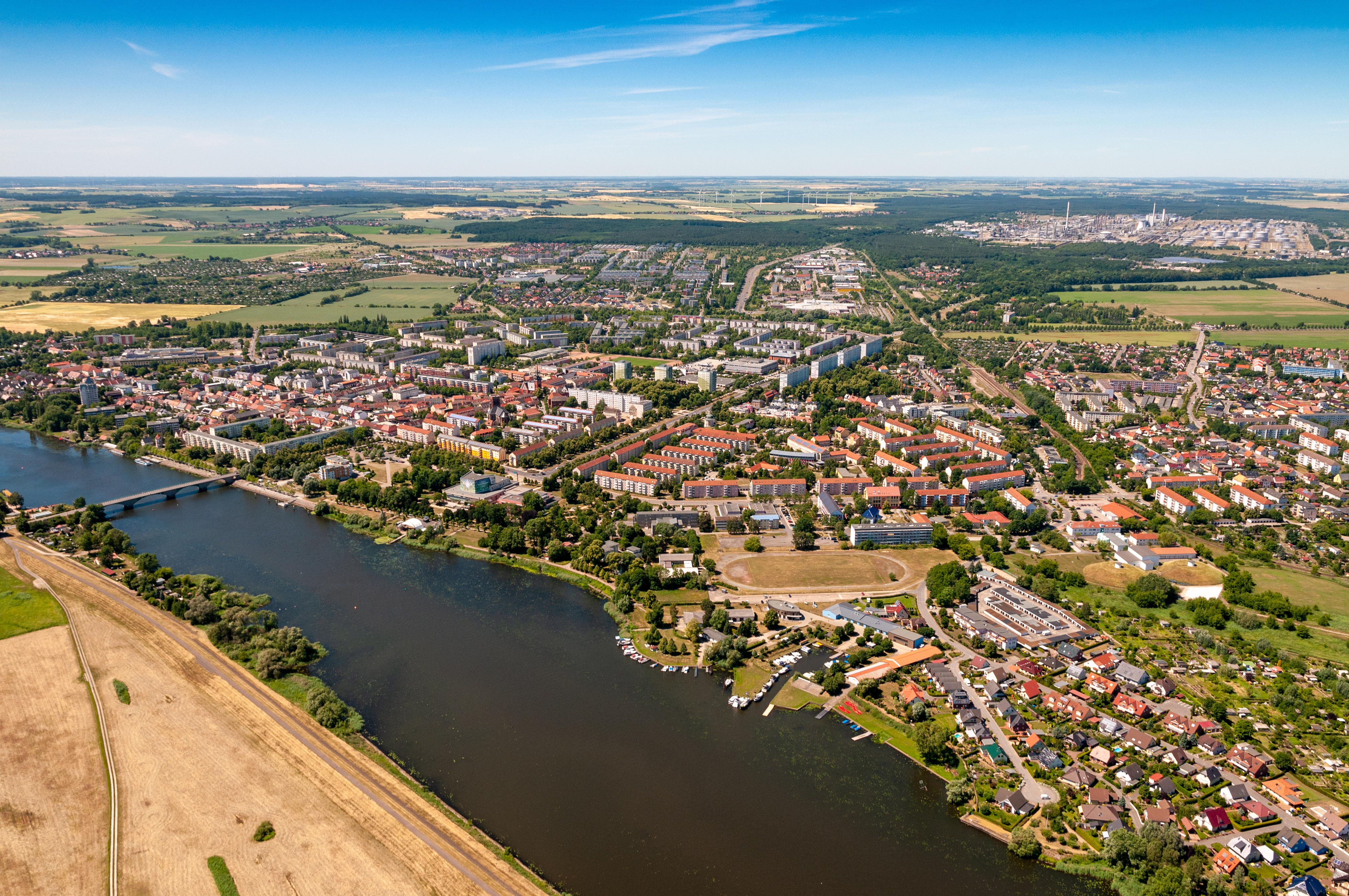
Widok na miasto, w tle widoczna jest rafineria

W mieście znajduje się wielka rafineria ropy naftowej PCK Raffinerie, dostarczanej rurociągiem „Przyjaźń” z Rosji, a także rurociągi do miasta Rostock i Leuna. Kolejną ważną gałęzią gospodarki jest przemysł papierniczy, betoniarski oraz tytoniowy. W mieście znajduje się także jedna z największych spalarni odpadów w Europie, w której spalane są śmieci z Brandenburgii i Pomorza Przedniego.
W 1994 otwarto centrum handlowe Oder-Center.

## Transport

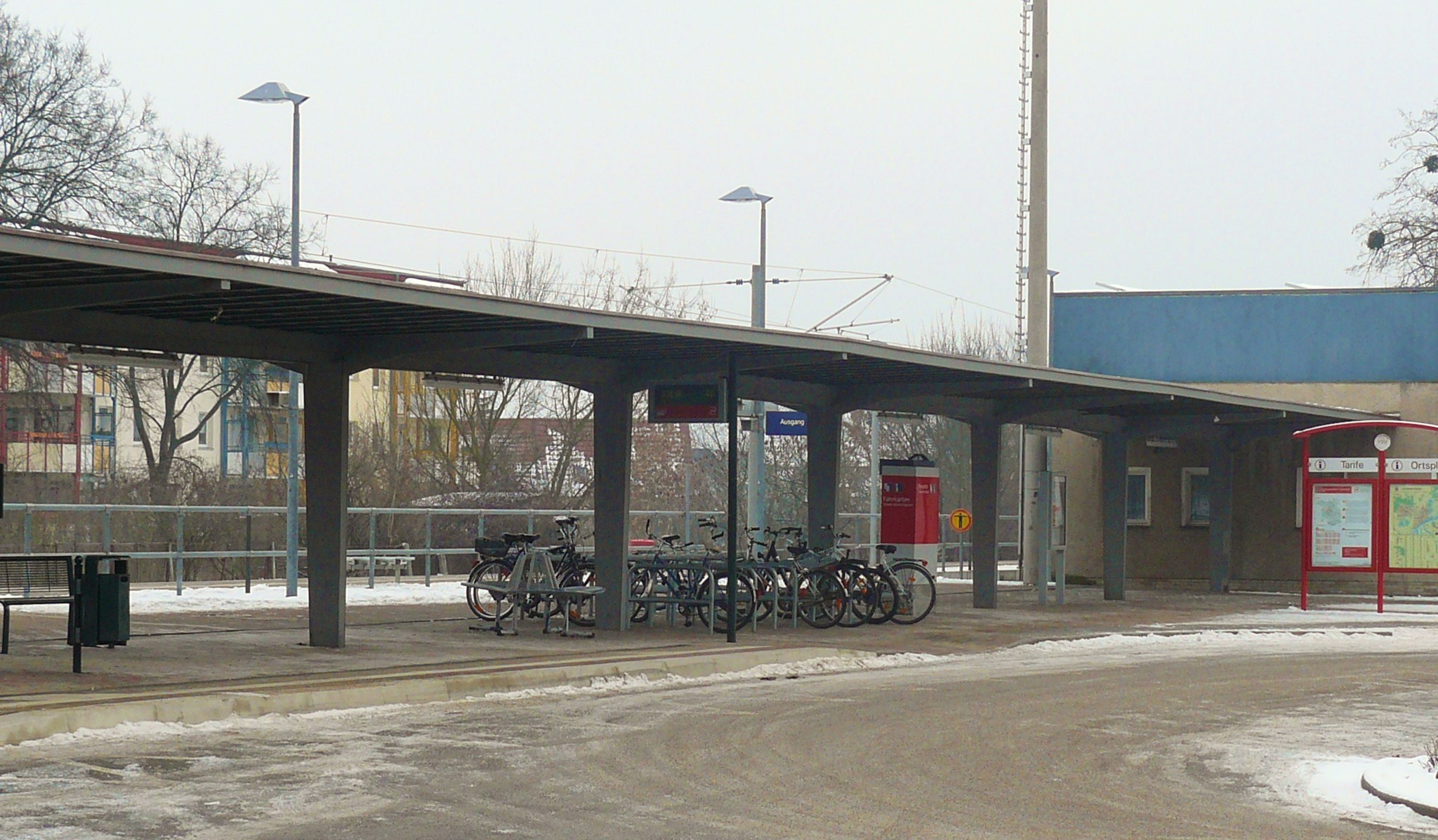
Stacja kolejowa

W mieście znajduje się stacja kolejowa oraz port rzeczny na kanale Hohensaaten-Friedrichsthal obsługujący miejscową papiernie i rafinerię.
Przez miasto przebiegają drogi krajowe B2 i B166. Autostrady A11 i A20 przecinają się niecałe 30 kilometrów od miasta przy węźle Uckermark.
Do 2007 roku istniało drogowe przejście graniczne Krajnik Dolny-Schwedt.

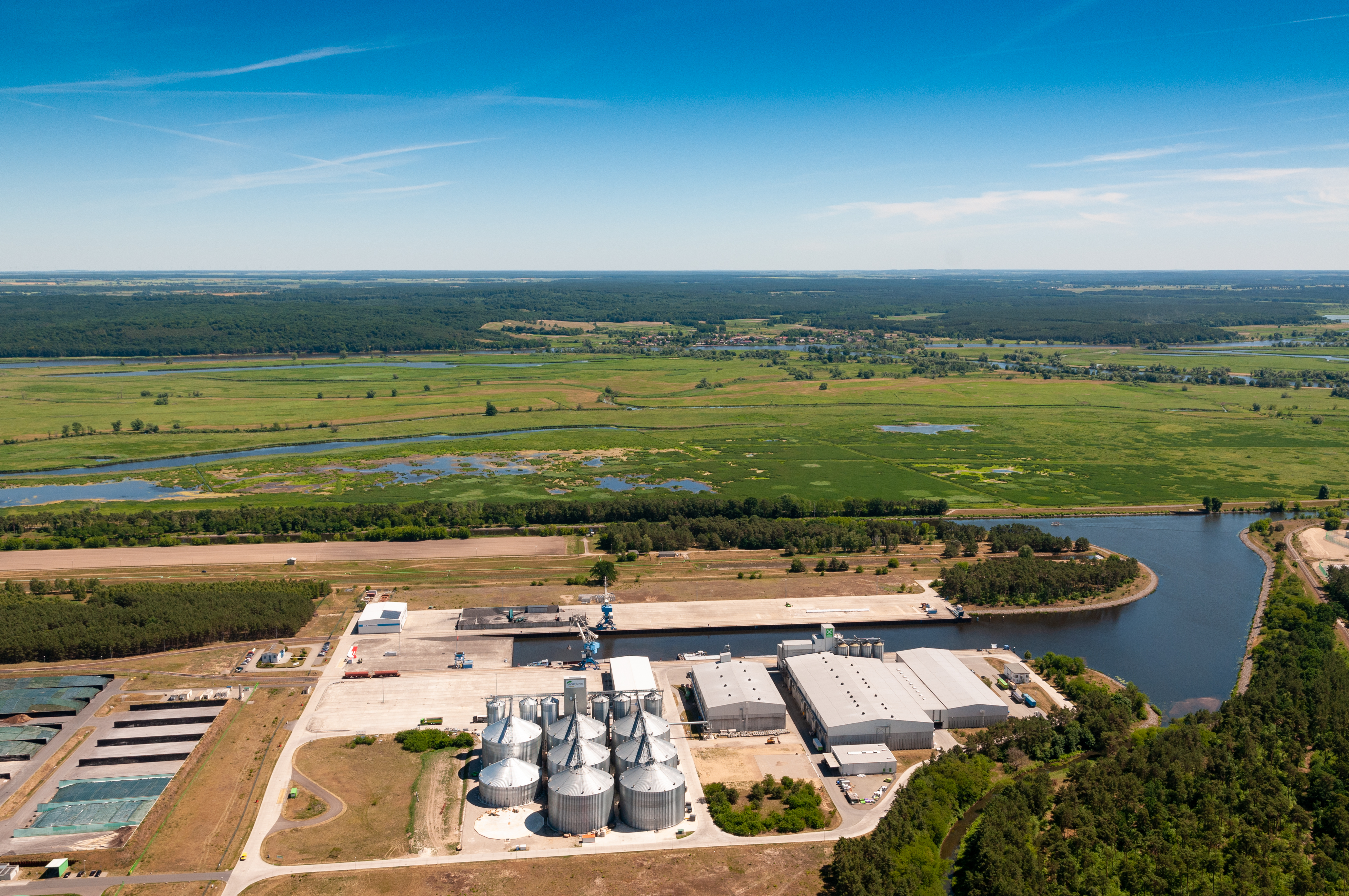
Port rzeczny

## Współpraca
- Polska: Chojna
- Polska: Gryfino
- Polska: Koszalin
- Polska: Moryń
- Nadrenia Północna-Westfalia: Leverkusen